# بوديستا

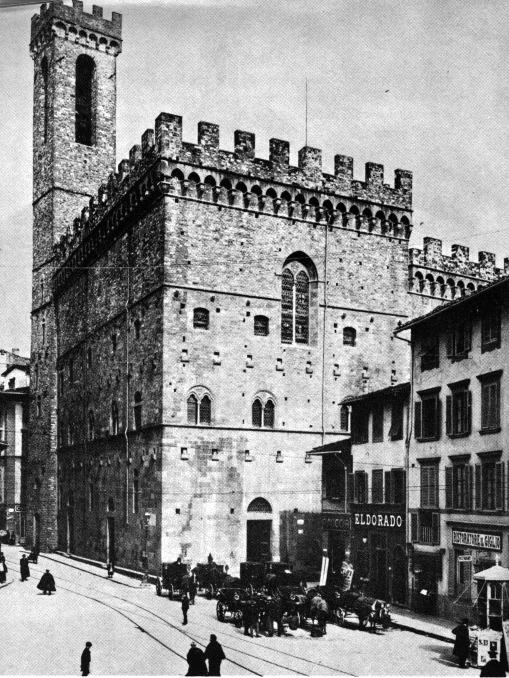

بوديستا (بالإيطالية: Podestà)‏ هي تسمية إيطالية قديمة كانت تطلق على المدن الإيطالية العليا ألتي كانت تملك نفوذ كبير وتسيطر على المدن الأخرى في شمال إيطاليا و جنوب سويسرا في العصور الوسطى كمدن البندقية وجنوا وميلانو وتورينو وفلورانسا.